# Нагрудный знак «Деятель культуры»
Нагрудный знак Министерства культуры и информации Республики Казахстан «Деятель культуры» (каз. Мәдениет қайраткері).

## История
Нагрудный знак «Деятель культуры» был учреждён Приказом Министерства культуры и информации Казахстана от 12 апреля 2007 года за № 111 в целях поощрения и морального стимулирования труда работников отрасли культуры. Постановлением Правительства Республики Казахстан от 2011 года был учреждена ведомственная награда Министерства культуры и информации — Нагрудный знак «Отличник культуры» (Мәдениет саласының үздігі).

## Положение
Нагрудным знаком награждаются работники отрасли культуры внесшие особый вклад в развитие сферы культуры:
- за многолетний труд и личный вклад в развитие культуры страны;
- за активное участие в совершенствовании отрасли культуры;
- за инновационную деятельности в области культуры.

Нагрудным знаком награждаются работники отрасли культуры, имеющие стаж работы в системе культуры не менее 15 лет.
Лицам, награжденным нагрудным знаком «Мәдениет қайраткері» выдается удостоверение установленного образца.
Знак носится на правой стороне груди ниже государственных наград.
Награждение Нагрудным знаком «Мәдениет қайраткері» повторно не производится.

## Описание знака
Нагрудный знак выполнен в виде медали и металлической колодки, соединенных между собой кольцом.
Медаль имеет форму круга диаметром 25 мм. и несёт на себе раскрывшийся цветок с восемью золотыми лепестками на поле голубой эмали. В центре цветка круг голубой эмали с фрагментом символики Государственного Флага Республики Казахстан – солнце с лучами. Круг с солнцем окаймляет кайма тёмно-синей эмали по которой идёт надпись золотыми буквами «Мәдениет қайраткері».
Колодка размером 24х15 мм, имеет вид четырехугольника, покрыто эпоксидной эмалью бирюзового цвета (цвет Государственного Флага Республики Казахстан), внутри колодка оформлена орнаментом.